# Šoltanski kanal
Šoltanski kanal je morski kanal, koji se nalazi u Jadranskom moru.
Dobio je ime po otoku Šolti.
Pruža se u smjeru jugozapad - sjeveroistok.
Sa sjeverozapada ga omeđuju otoci Mačaknar, Orud, Drvenik Veli te Krknjaš Veli.
S jugoistoka ga omeđuju otoci Stipanska, Grmej, Polebrnjak i Šolta.
S istoka ga omeđuje otok Šolta.
Sa sjeveroistočne strane ga zatvara Splitski kanal, a kao arbitrarna granica se može uzeti crta koja spaja uvalu Stinjivu na Šolti s otokom Krknjašem Malim.
Na jugoistoku Šoltanski kanal izlazi na otvoreno more, a kao međa se može uzeti crta koja ide od otočića Stipanske na otočić Mačaknar.